# Compsognathus longipes
Compsognathus (il cui nome significa " mascella elegante/raffinata/delicata") è un genere estinto di piccolo dinosauro teropode compsognathide vissuto nel Giurassico superiore, circa 150.8 milioni di anni fa (Titoniano), in quella che oggi sono la Germania e la Francia, Europa. Il genere contiene una singola specie, ossia C. longiceps, i cui esemplari potevano raggiungere le dimensioni di un tacchino. I paleontologi hanno trovato due fossili ben conservati, uno in Germania nel 1850, e il secondo in Francia più di un secolo dopo. Oggi la specie C. longipes è l'unica specie riconosciuta, anche se il più grande esemplare scoperto in Francia negli anni settanta, si pensava appartenesse ad una seconda specie chiamata C. corallestris, oggi considerato un sinonimo junior della specie tipo.
Molte descrizione scientifiche descrivono ancora oggi il Compsognathus come un dinosauro delle "dimensioni di un pollo", a causa delle dimensioni dell'esemplare tedesco, ritenuto in realtà un esemplare giovane. Il Compsognathus è una delle poche specie di cui la dieta è conosciuta per certo: difatti in entrambi gli esemplari sono stati ritrovati i resti di piccole lucertole. Inoltre, la scoperta di alcuni denti in Portogallo potrebbero espandere l'areale del genere.
Anche se non riconosciuto come tale al momento della sua scoperta, il Compsognathus è il primo dinosauro teropode noto da uno scheletro fossile ragionevolmente completo. Fino agli anni novanta, inoltre, è stato il più piccolo dinosauro non-avialae noto. Originariamente si pensava che questo animale fosse uno stretto parente dell'Archaeopteryx.
Compsognathus fu il primo genere di dinosauro non-aviano ad essere interpretato come piumato, nonostante la mancanza di evidenze dirette, da Thomas Henry Huxley (1876).

## Descrizione

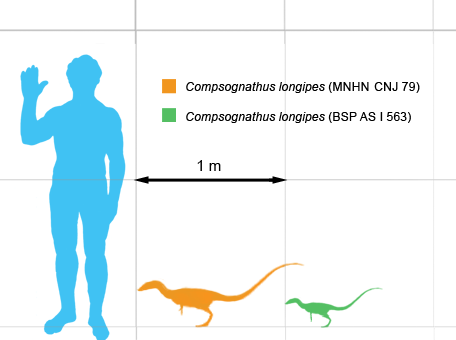
Dimensioni di C. longiceps, l'esemplare francese (giallo) e l'esemplare tedesco (verde), a confronto con un uomo

Per decenni, il Compsognathus divenne famoso per il primato di più piccolo dinosauro conosciuto, poiché il primo esemplare conosciuto era lungo appena 1 metro (3,2 piedi). Tuttavia, negli anni sono stati ritrovati dinosauri ancora più piccoli di Compsognathus, come Wannanosaurus, Caenagnathasia, Microraptor e Parvicursor. Il più grande esemplare di Compsognathus ha un peso stimato di circa 0,83-3,5 kg (1,8-7,7 libbre).
Il Compsognathus era un piccolo dinosauro bipede dotato di lunghi arti posteriori e una lunga coda, che utilizzava per mantenere l'equilibrio durante la locomozione. Gli arti anteriori, invece, erano piuttosto corti e possedevano tre dita dotate di solidi artigli adatti ad afferrare le prede. Il cranio era stretto e lungo, mentre il muso era piuttosto appuntito. Il cranio possedeva cinque paia di fenestrae (aperture del cranio), il più grande dei quali conteneva l'orbita, le cui dimensioni indicano che gli occhi dell'animale erano piuttosto grandi in proporzione al resto del cranio.
La mandibola era snella e non disponeva di alcuna fenestrae mandibolare (un foro sul lato della mandibola comune negli archosauri). I denti erano piccoli ma taglienti, adatti ad una dieta costituita da piccoli vertebrati e, probabilmente, insetti. I denti anteriori, presenti nella premascella, non si serravano a bocca, a differenza dei denti posteriori più piatti e ricurvi. Gli scienziati hanno usato queste caratteristiche dentali per identificare Compsognathus e i suoi parenti più stretti. I paleontologi Reisdorf e Wuttke (2012) hanno descritto il fenomeno tafonomico del campione tedesco di Compsognathus.
Il campione di Compsognathus scoperto in Germania nel XIX secolo presentava solo due dita per mano, portando gli scienziati a concludere che l'animale disponesse di sole due dita. Tuttavia, il fossile scoperto in seguito in Francia ha rivelato che la mano possedeva in realtà tre dita, coerentemente con quanto osservato in altri generi di compsognathidi. Si scoprì infatti che la fossilizzazione dell'esemplare tedesco non era riuscita a conservare completamente le mani del campione. All'epoca del ritrovamento, Bidar supponeva che il campione francese avesse le mani palmate, che in vita sarebbero somigliate a delle pinne. Nel libro The Evolution and Ecology of the Dinosaurs (1975), LB Halstead descrive l'animale come un dinosauro anfibio in grado di cacciare prede acquatiche e nuotare al di fuori della portata di predatori più grandi. In seguito, Ostrom demolì questa ipotesi dimostrando conclusivamente che il campione francese era quasi identico a quello tedesco sotto ogni aspetto, tranne che per le dimensioni. Alla fine Peyer ha confermato queste conclusioni.

### Tegumenti

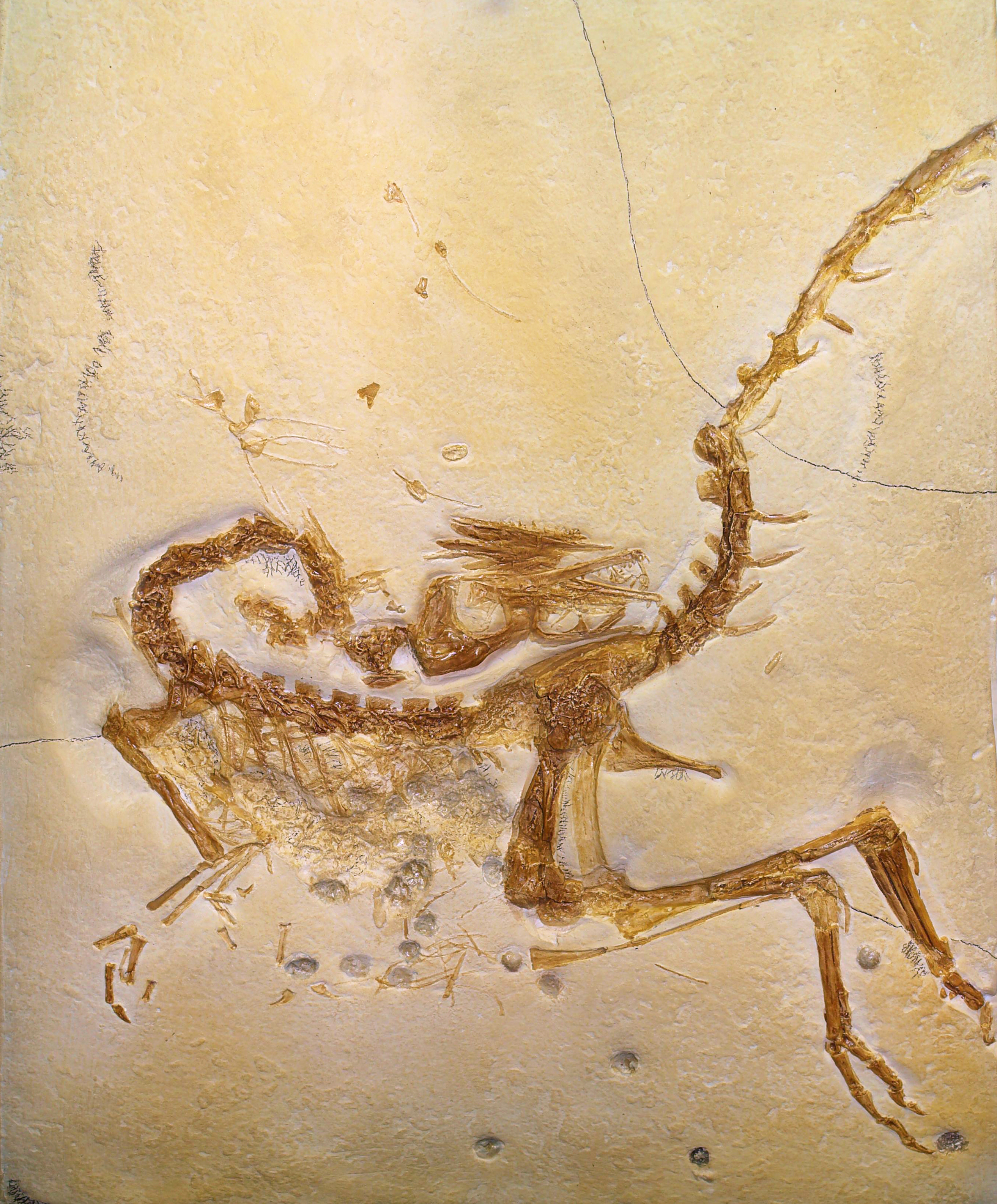
Esemplare tedesco olotipo di C. longiceps

Alcuni parenti del Compsognathus, come Sinosauropteryx e Sinocalliopteryx, sono noti per preservare nei loro fossili tracce e/o impressioni di piume semplici che ricoprono il corpo, facendo supporre agli scienziati che anche il Compsognathus possedesse simili strutture. Di conseguenza, molte rappresentazioni di Compsognathus mostrano questo animale con un rivestimento di proto-piume. Tuttavia, nessuno dei due esemplari di Compsognathus conservano tracce di piume, in contrasto con i fossili di Archaeopteryx, che invece è noto per avere lunghe penne e piume. Karin Peyer (2006) ha riportato la scoperta di impressioni di pelle conservate su un lato della coda partendo dalla 13ª vertebra caudale. Le impressioni mostravano piccoli tubercoli sconnessi, simili alle scaglie ritrovate sulla coda e sugli arti posteriori di Juravenator. Scaglie aggiuntive sono state ritrovate da Von Huene (1901), nella regione addominale del campione tedesco di Compsognathus, ma Ostrom in seguito ha negato questa interpretazione; Nel 2012, Achim Reisdorf ha riconosciuto queste impressioni come macchie di adipocera, o cera di cadavere.
Come Compsognathus, e diversamente da Sinosauropteryx, impressioni di pelle su parte della coda è stata ritrovata anche in Juravenator, sebbene in quest'ultimo siano state ritrovate anche impressioni di piume. Ciò indicherebbe che la copertura di piume in questi animali era perlopiù parziale, e le squame coprivano solo parte del corpo, come la coda e gli arti posteriori, mentre il dorso era coperto di proto-piume.

## Classificazione

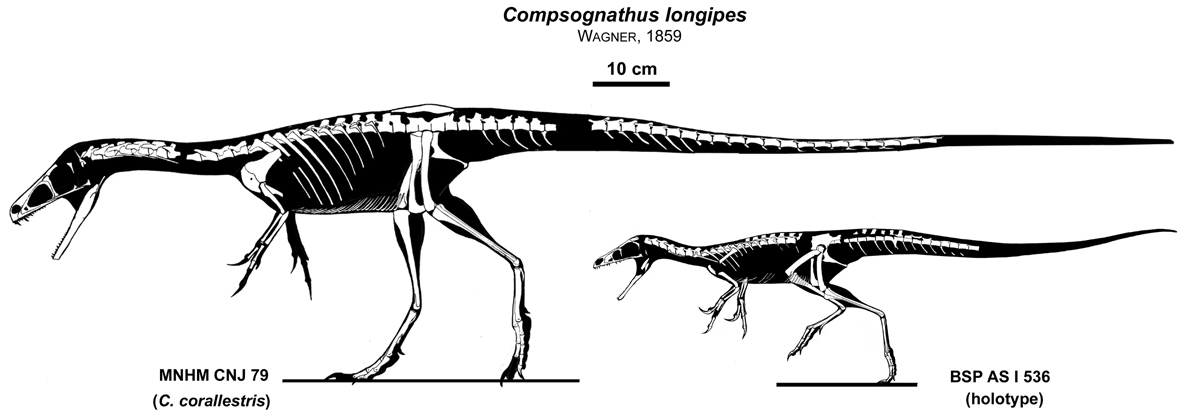
Moderna ricostruzione degli scheletri dei due esemplari

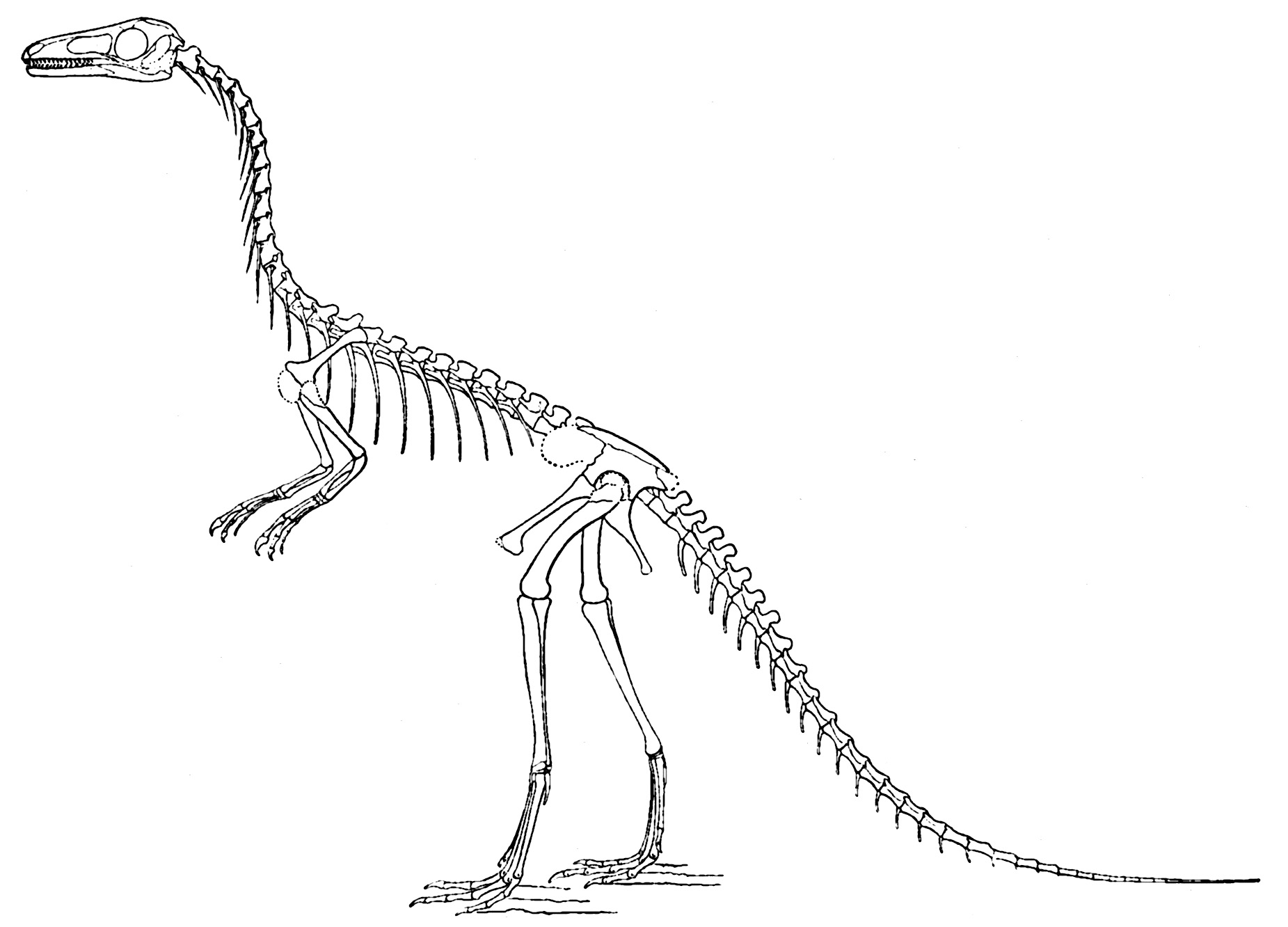
Illustrazione scheletrica obsoleta di Marsh (1896)

Il genere Compsognathus dà il nome alla famiglia Compsognathidae, un gruppo composto principalmente da piccoli dinosauri tropodi provenienti dal Giurassico superiore al Cretaceo inferiore di Cina, Europa e Sud America. Per molti anni il Compsognathus fu l'unico membro noto della famiglia; tuttavia negli ultimi decenni i paleontologi hanno scoperto diversi generi correlati. Il clade comprende Aristosuchus, Huaxiagnathus, Mirischia, Sinosauropteryx, e forse Juravenator e Scipionyx. Originariamente, anche Mononykus fu proposto come membro della famiglia, ma fu respinto da Chen e coautori in un documento del 1998, che considerava le somiglianze tra Mononykus e i compsognathidi come un esempio di evoluzione convergente. La posizione di Compsognathus e i suoi parenti all'interno del gruppo dei coelurosauri è incerta. Alcuni, come l'esperto di teropodi Thomas Holtz Jr., e i coautori Ralph Molnar e Phil Currie, nel testo storico di Dinosauria (2004), classificano questa famiglia come la più basale tra i coelurosauri, mentre altri la considerano come parte di Maniraptora.
Per quasi un secolo, il Compsognathus fu l'unica specie di teropode di piccole dimensioni conosciuto. Ciò portò molti paleontologi a confrontarlo con Archaeopteryx , suggerendo una stretta parentela con gli uccelli. Infatti, Compsognathus, similmente a Archaeopteryx, interessò molto Huxley riguardo all'origine degli uccelli. I due animali condividono somiglianze in forma e proporzioni, tanto che in realtà due esemplari di Archaeopteryx, denominati "Eichstätt" e "Solnhofen", furono scambiati per esemplari di Compsognathus. Tuttavia oggi sappiamo che i maniraptora sono i dinosauri non-aviani più vicini agli uccelli, ed anzi, addirittura comprendono gli uccelli stessi.
Di seguito è riportato un cladogramma semplificato che colloca Compsognathus in Compsognathidae, di Senter et al. (2012):
|  | Sinocalliopteryx |
|  |                  |
|  | Huaxiagnathus    |
|  |                  |

|  | Compsognathus                                             |
|  |                                                           |
|  | \| \| Juravenator \| \| \| \| \| \| Scipionyx \| \| \| \| |
|  |                                                           |
|  | Juravenator                                               |
|  |                                                           |
|  | Scipionyx                                                 |
|  |                                                           |

|  | Juravenator |
|  |             |
|  | Scipionyx   |
|  |             |

|  | Compsognathus                                             |
|  |                                                           |
|  | \| \| Juravenator \| \| \| \| \| \| Scipionyx \| \| \| \| |
|  |                                                           |
|  | Juravenator                                               |
|  |                                                           |
|  | Scipionyx                                                 |
|  |                                                           |

|  | Juravenator |
|  |             |
|  | Scipionyx   |
|  |             |

|  | Sinocalliopteryx |
|  |                  |
|  | Huaxiagnathus    |
|  |                  |

|  | Compsognathus                                             |
|  |                                                           |
|  | \| \| Juravenator \| \| \| \| \| \| Scipionyx \| \| \| \| |
|  |                                                           |
|  | Juravenator                                               |
|  |                                                           |
|  | Scipionyx                                                 |
|  |                                                           |

|  | Juravenator |
|  |             |
|  | Scipionyx   |
|  |             |

|  | Compsognathus                                             |
|  |                                                           |
|  | \| \| Juravenator \| \| \| \| \| \| Scipionyx \| \| \| \| |
|  |                                                           |
|  | Juravenator                                               |
|  |                                                           |
|  | Scipionyx                                                 |
|  |                                                           |

|  | Juravenator |
|  |             |
|  | Scipionyx   |
|  |             |

## Storia della scoperta

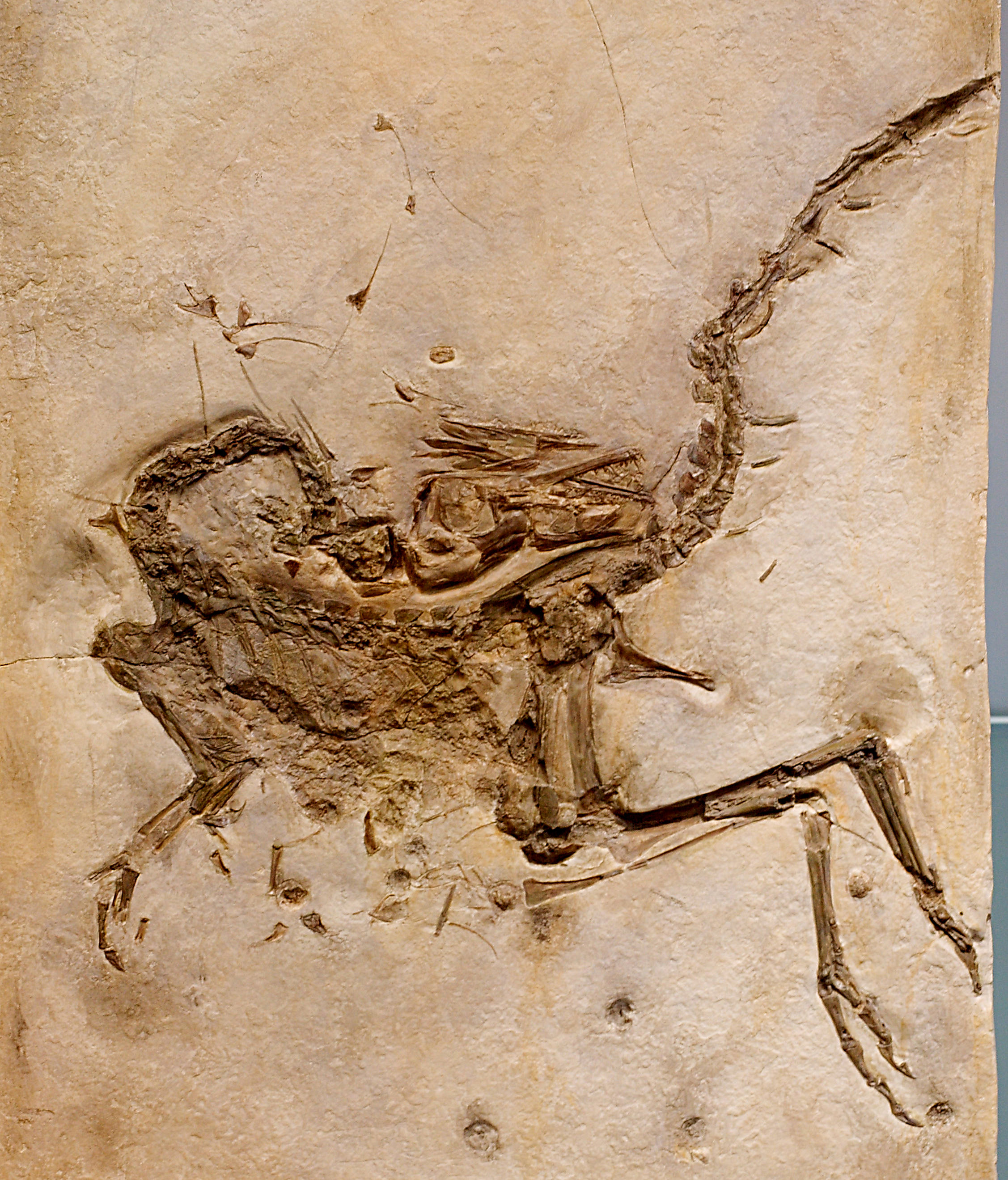
Joseph Oberndorfer acquistò questo fossile in Bavaria, Germania, nel 1859. Quello rappresentato qui è una replica dell'esemplare al Bavarian State Institute for Paleontology and Historical Geology

Il Compsognathus è conosciuto per due scheletri quasi completi, uno proveniente dalla Germania, lungo 89 centimetri (35 pollici) e uno proveniente dalla Francia, di 1,25 metri (4,10 piedi). Il medico e collezionista di fossile Joseph Oberndorfer acquistò il campione tedesco (BSP AS I 563) nel 1859, esemplare scoperto nello stesso anno nei depositi di calcare litografici nella regione della Baviera, Riedenburg-Kelheim, nella parte giurassica di quella che al tempo era una regione lagunare conosciuta come l'arcipelago di Solnhofen. Il calcare di questa zona aveva già restituito anche esemplari ben conservati come Archaeopteryx, che conservava impressioni di piume, e alcuni pterosauri, che conservavano le impronte delle loro membrane alari. L'esemplare tedesco di Compsognathus, probabilmente, proviene dalla Formazione Painten della località di Kapfelberg, datata specificamente al Kimmeridgiano (150,8 milioni di anni fa); tuttavia, le possibilità alternative includono le cave nei pressi di Jachenhausen o di Goldberg, entrambe risalenti al Titoniano, stadio al quale Compsognathus è tradizionalmente datato. Johann A. Wagner ha descritto brevemente il campione nel 1859, coniando per l'esemplare il nome Compsognathus longiceps, dettagliando poi la descrizione nel 1861. Nei primi mesi del 1868, Thomas Huxley confrontò i due esemplari e, a seguito di precedenti suggerimenti di Karl Gegenbaur ed Edward Drinker Cope, concluse che, a parte le sue lunghe braccia e le piume, lo scheletro dell'Archaeopteryx era molto simile a quello di Compsognathus, e che il proto-uccello era correlato con i dinosauri. Nel 1896, Othniel Marsh riconobbe il fossile come un vero membro di Dinosauria. John Ostrom ri-descrisse più approfonditamente l'esemplare nel 1978, rendendolo uno dei teropodi più piccoli e noti al pubblico di quel periodo. L'esemplare tedesco rimane esposto presso il Bayerische Staatsammlung für Paläontologie und historische Geologie (Istituto Statale Bavarese per la Paleontologia e la Geologia), che ha acquistato il fossile da Oberndorfer nel 1865.

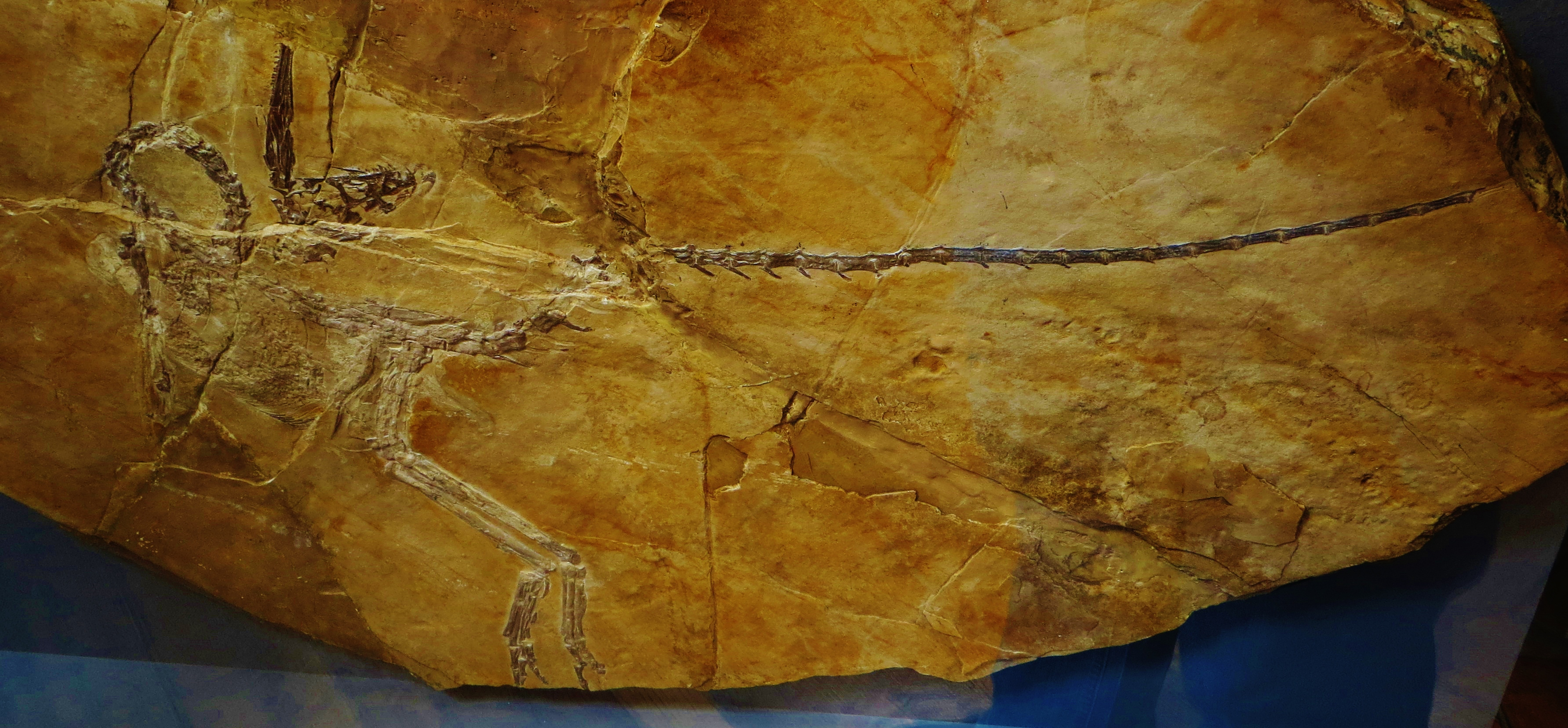
Il fossile da Canjuers, Francia

Il ben più grande esemplare francese (MNHN CNJ 79) è stato scoperto dal titolare della cava Louis Ghirardi intorno al 1971 nel calcare litografico portlandese di Canjuers vicino a Nizza, nella Francia sudorientale, e datata al Titoniano inferiore. Anche se Alain Bidar ha originariamente descritto l'esemplare come una specie separata, chiamata Compsognathus corallestris, Ostrom, Jean-Guy Michard e altri studiosi lo riconobbero come un secondo esemplare della specie Compsognathus longipes. A seguito di ciò, Quimby identificò l'esemplare tedesco come un esemplare giovane mentre l'esemplare francese rappresentava un adulto della stessa specie. Nel 1983, il Museo Nazionale di Storia Naturale di Francia ha acquisito l'esemplare francese di Compsognathus; Michard lo studiò accuratamente.
Il collezionista Heinrich Fischer aveva originariamente etichettato un piede parziale, dalla zona di Solnhofen, come appartenente a Compsognathus longipes. Anche se questa identificazione fu respinta da Wilhelm Barnim Dames nel 1884, Friedrich von Huene nel 1925, riferì provvisoriamente l'esemplare a Compsognathus. Tuttavia, lo studio di Ostrom del 1978 ha disprovato questa assegnazione. Jens Zinke, nel 1998, assegnò quarantanove denti provenienti dalla Formazione Guimarota del Portogallo, risalenti al Kimmeridgiano, al genere Compsognathus. Questi denti non erano identici a quelli di C. longipes, avendo delle lamelle sul bordo anteriore, tuttavia a causa delle somiglianze generali della forma questi denti sono stati riferiti a Compsognathus sp..
Nel 1997, Virginia Morell ha rinominato una forma cinese correlata, Sinosauropteryx prima, come Compsognathus prima; tuttavia questa nuova identificazione non ha trovato alcuna accettazione generale.

## Paleobiologia

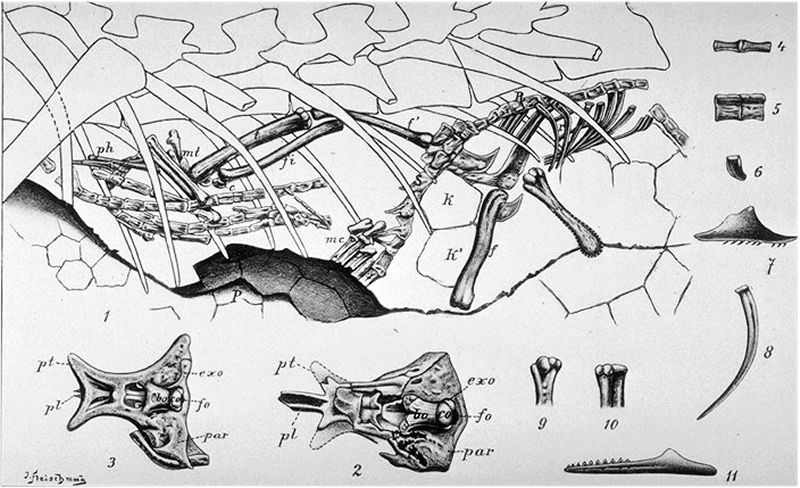
Questa illustrazione di Franz Nopcsa von Felső-Szilvás (1903), mostra il contenuto gastrico dell'esemplare tedesco

In uno studio del 2001, condotto da Bruce Rothschild e da altri paleontologi, sono state esaminate nove ossa dei piedi di Compsognathus in cerca di segni di fratture da stress, ma non sono state ritrovate in nessuna di queste ossa.

### Dieta
All'interno della cavità toracica dell'esemplare tedesco di Compsognathus, sono stati ritrovati i resti di piccoli vertebrati. Marsh, che ha esaminato il campione nel 1881, pensò che questo piccolo scheletro all'interno del ventre di Compsognathus potesse essere un embrione, ma nel 1903, Franz Nopcsa concluso che era in realtà una lucertola. Ostrom identificò i resti come appartenenti ad un genere di lucertola, noto come Bavarisaurus, che sulla base dei lunghi arti e coda doveva essere un agile e veloce corridore. Ciò ha portato a sua volta alla conclusione che i suoi predatori, Compsognathus, dovevano avere una vista molto acuta nonché una discreta velocità e agilità per essere in grado afferrare animali del genere, anche in giovane età. Il Bavarisaurus è conservato per intero, indicando che il Compsognathus deve aver inghiottito la sua preda intera. I contenuti gastrici del campione francese sono costituiti da lucertole o spenodontidi non identificati.

### Possibili uova
La lastra fossile in cui è conservato l'esemplare tedesco di Compsognathus tedesco mostra diverse irregolarità circolari di 10 millimetri (0,39 pollici) di diametro nei pressi dei resti scheletrici. Peter Griffiths ha interpretato queste irregolarità come uova immature, nel 1993. Tuttavia, successivi ricercatori hanno dubitato della loro connessione con il genere perché sono stati ritrovati al di fuori della cavità del corpo dell'animale. Un fossile ben conservato di un Sinosauropteryx, un genere relativo a Compsognathus, mostra due ovidotti con due uova non deposte. Queste uova proporzionalmente più grandi e meno numerose di Sinosauropteryx hanno indotto ulteriori dubbi sull'identificazione originale delle presunte uova di Compsognathus. Nel 1964, il geologo tedesco Karl Werner Barthel identificò le piccole irregolarità come bolle di gas formate nel sedimento a causa della putrefazione della carcassa.

## Paleoecologia

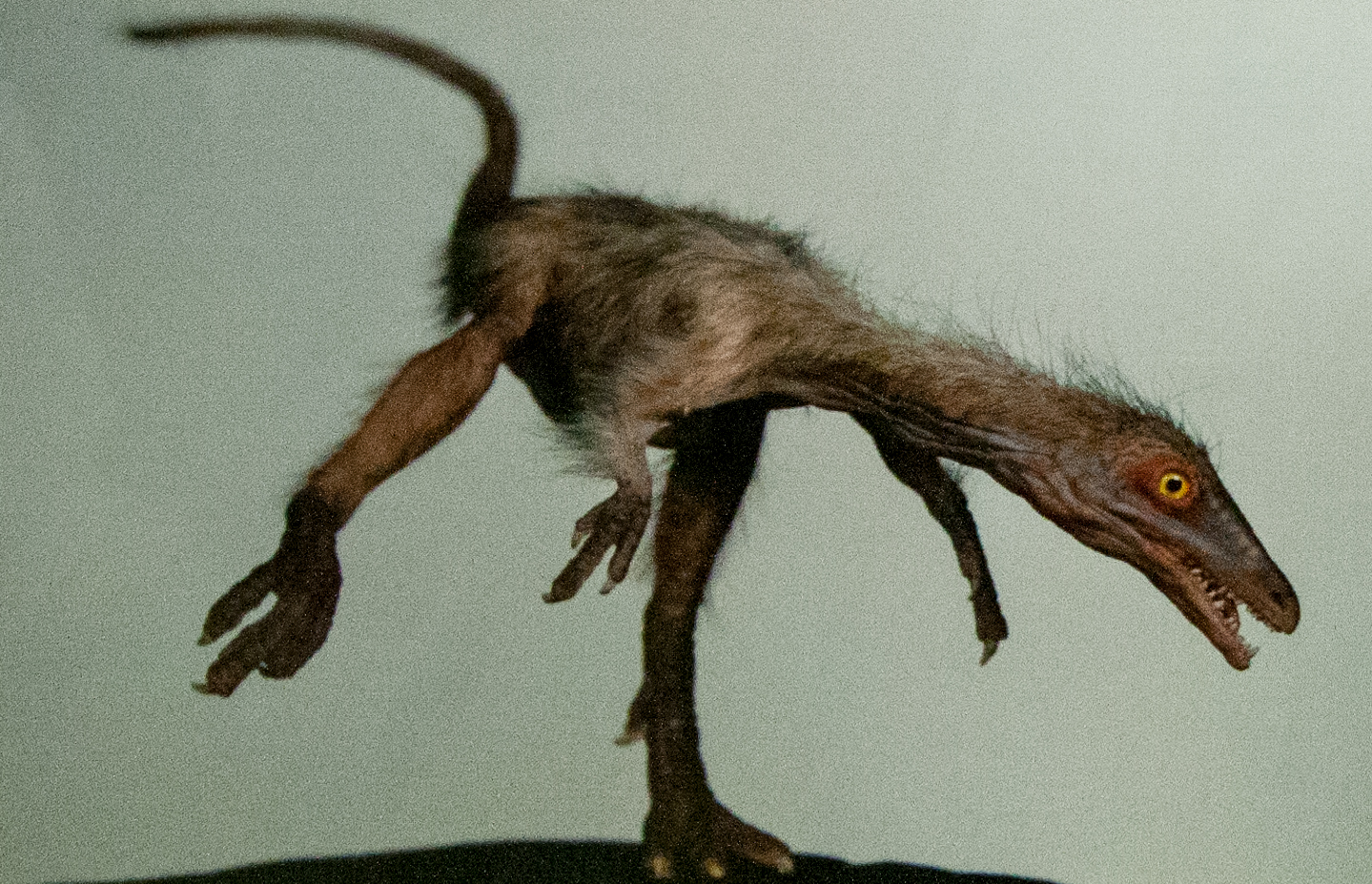
Ricostruzione museale di Compsognathus esposta nel Senckenberg Naturmuseum

Durante la fine di Giurassico, l'Europa era un arcipelago asciutto e tropicale ai margini del mare Tetide. Il calcare fine, in cui gli scheletri di Compsognathus sono stati ritrovati, è stato formato dalla calcite delle conchiglie e degli organismi marini. Sia le aree tedesche che francesi dove sono stati ritrovati i due esemplari di Compsognathus erano lagune situate tra le spiagge e le barriere coralline delle isole europee Giurasse nel Mare Tetide. I contemporanei di Compsognathus, includono l'avialae Archaeopteryx lithographica e gli pterosauri Rhamphorhynchus muensteri e Pterodactylus antiquus. Gli stessi sedimenti in cui sono stati ritrovati gli esemplari di Compsognathus hanno riportato alla luce anche diversi fossili di animali marini quali pesci, crostacei, echinodermi e molluschi marini, confermando l'habitat costiero di questo teropode. Nessun altro dinosauro è stato ritrovato in associazione con Compsognathus, indicando che questi piccoli dinosauri potrebbero, difatti, essere stati i predatori dominanti di queste piccole isole.

## Nella cultura di massa
Il Compsognathus è uno dei dinosauri più popolari, grazie al titolo di "dinosauro più piccolo", e ancora oggi sebbene questo primato sia stato sorpassato da dinosauri ancora più piccoli, viene comunemente considerato dalla cultura di massa come tale. Per via della taglia ridotta, l'anatomia simili e il nome simile, un altro dinosauro di piccole dimensioni, il Procompsognathus, è spesso confuso con Compsognathus. Per lungo tempo il Compsognathus fu l'unico dinosauro di piccole dimensioni ad essere studiato nel dettaglio, al contrario di altri piccoli dinosauri scoperti e descritti un secolo o più in seguito.
Il Compsognathus appare nei film Il mondo perduto - Jurassic Park (1997), Jurassic Park III (2001), Jurassic World - Il regno distrutto (2018), Jurassic World - Il dominio (2022) e nelle serie animate Jurassic World - Nuove avventure e Jurassic World - Teoria del caos. Ne Il mondo perduto: Jurassic Park, uno dei personaggi identifica erroneamente la specie come "Compsognathus triassicus", combinando il nome del genere di Compsognathus longipes, con il nome specifico di Procompsognathus triassicus, un piccolo dinosauro carnivoro apparso nei romanzi Jurassic Park, di Michael Crichton.